# Speciální čarodějnický díl XXXII
Speciální čarodějnický díl XXXII (v anglickém originále Treehouse of Horror XXXII) je 3. díl 33. řady (celkem 709.) amerického animovaného seriálu Simpsonovi. Scénář napsal John Frink a díl režíroval Matthew Faughnan. V USA měl premiéru dne 10. října 2021 na stanici Fox Broadcasting Company a v Česku byl poprvé vysílán 8. února 2022 na stanici Prima Cool.

## Děj

### Barti
V úvodním segmentu, jenž je parodií na Bambiho, varuje jelení verze Marge Simpsonové svého syna Bartiho a Milhouse Van Houtena před lovcem. Milhouse je zabit, Barti a Marge však stihli utéct. Po útěku Barti hledá svou matku, která je v pořádku, protože Homer s Lennym lovce (ztvárněného panem Burnsem) zabili.

### Skrytá stránka parazita
Parodie na film Parazit začíná příběhem chudé rodiny Simpsonových, která žije v zaplaveném domě. Bart jim zničehonic oznámí, že získal práci doučovatele v domě zbohatlíků. Několik dní poté zde zaměstnají i další členy rodiny. Zbohatlíci jedou na dovolenou a dům svěří Simpsonovým. Jednoho deštivého dne je navštíví Kirk Van Houten, jenž odhalí suterén, kde se ukrývají další obyvatelé Springfieldu. Paraziti ze suterénu se začnou prát, až se nakonec všichni pozabíjí až na Simpsonovy, kteří nadále žijí v domě.

### Vzpoura stromů
Bart vypráví strašidelný příběh na svém domku na stromě a vyděsí své sestry, Maggie a Lízu. Homer se naštve a rozhodne se strom, na kterém se Bartův domek nachází, pokácet. Jakmile částečně naštípnutého stromu udeří blesk, strom ožije a rozhodne se pomstít lidem za to, že je kácejí. Dotekem s dalšími stromy ožijou i ony, čímž vytvoří armádu. I přes snahu lidí zlikvidovat oživlé stromy prohrají a nakonec stromy zabijí všechny Springfielďany (až na Homera, kterého však bouchne pálka a upadne do bezvědomí).

### Nezvedenec Bart
Vincent Price čte Maggie před spaním strašidelnou pohádku o tom, jak Bart celý rok páchal lumpárny. Začíná vyprávět, jak každý měsíc v roce Bart provedl něco špatného, například se poprvé napil piva či ukradl auto, se kterým naboural do stožáru. Předposlední měsíc – v listopadu – na Den díkůvzdání Bart setnul hlavu celé rodině. Vincent začne vyprávět, jak Bart udělal to nejhorší v chladném prosinci, Maggie ho však uškrtí svou hračkou a pohádku nedovypráví.

### Smrtonosné video
V parodii na Kruh Sherri a Terri uspořádaly večírek, kam pozvaly všechny krom Lízy. Společně tam sledovali videa na TikToku s tím, že každý, kdo se na TikTok podívá, do sedmi dnů zemře. Nejprve zemřou Sherri a Terri, poté Milhouse. Bart se na videa nedíval, ale snaží se Lízu přesvědčit, aby to zkusila. Poté se rozhodnou sehnat někoho, kdo se nebojí smrti, aby to společně zastavili. Vyberou si dědu, který souhlasí a odvypráví jim příběh. Sourozenci zajdou za Skinnerem, jenž jim moc nepomůže. Školník Willie jim odvypráví příběh o Mary Moldánkové (v anglickém originále Mopey Mary), která na Svatého Valentýna nedostala žádné valentýnky a skočila do studny. Líza se tedy rozhodne zachránit ostatní a zhlédnutím videa vyvolá ducha Mary, které Líza dá valentýnku. Stanou se kamarádkami. Když ji Líza označí za nejlepší kamarádku, rozhodne se Mary znova skočit do studny. Líza ji zahraje svoji skladbu na saxofon a Mary ji ze dna studny zazpívá píseň o tom, že se uvidí příští halloween (i když se v tom čarodějnickém díle neobjeví).

## Přijetí

### Sledovanost
Ve Spojených státech díl během premiéry sledovalo 3,94 milionu diváků.

### Kritika
Kritik Tony Sokol z webu Den of Geek napsal: „Je tu spousta vtipů, ale nic, co by se opravdu dalo krájet. Nemá to nic společného s kulturou zrušení, zvýšenou citlivostí nebo politickými postoji, což by mělo být při tvorbě každé hororové komediální satiry vynecháno. (…) Místo toho vtipy chodí – ne v dobrém – zombie stylu, ale spíš jako poslední díly seriálu Živí mrtví.“
Marcus Gibson z Bubbleblabberu ohodnotil díl osmi body z deseti: „Celkově lze říci, že 32. čarodějnický speciál pokračuje v tradici pořadu, který nás děsí a zároveň lechtá. Možná nedosahuje takových výšin jako předchozí speciály, ale je to příjemný soubor strašidelných minipříběhů, které letos naladí každého fanouška Simpsonových na halloweenskou atmosféru. Z pěti segmentů uvedených v tomto speciálu se mi nejvíce líbila parodie na Parazita, a to díky svému humoru a nečekanému konci. Simpsonovi se mi líbili a Parazit se mi také líbil. V mých očích je to vítězná kombinace.“